# Lycée Urbain-Vitry
Le lycée Urbain-Vitry (anciennement lycée Bayard) est un établissement d'enseignement secondaire et supérieur public de la ville de Toulouse en Haute-Garonne. Il est situé sur la route de Launaguet dans le quartier des Izards.
Le nombre d'élèves dans le lycée est de 445 et il dispose d'un internat.

## Classement du lycée
En 2017, le lycée se classe 28e sur 32 au niveau départemental quant à la qualité d'enseignement, et 1878e sur 2013 au niveau national. Le classement s'établit sur trois critères : le taux de réussite au bac, la proportion d'élèves de première qui obtient le baccalauréat en ayant fait les deux dernières années de leur scolarité dans l'établissement, et la valeur ajoutée (calculée à partir de l'origine sociale des élèves, de leur âge et de leurs résultats au diplôme national du brevet).

## Histoire
Le lycée pâtit d'une mauvaise réputation (ancien lycée bayard), notamment à cause de son emplacement et des différents problèmes, notamment de sécurité ayant déjà eu lieu au sein de l'établissement. Malgré cela, le lycée possède le label "Pôle d'excellence des métiers" depuis 2002.

## Enseignements et formations
L'établissement est un lycée d'enseignement professionnel spécialisé dans l'enseignement et l'apprentissage des métiers du bâtiment et n'est pas un lycée général. 
Certificats d'aptitude professionnelle (CAP) :
- Constructeur bois
- Monteur en installations sanitaires (IS)
- Maçon
- Menuisier aluminium-verre (MAV)
- Électricité (ELEC)

Baccalauréats professionnels :
- Aménagement et finition du bâtiment (AFB)
- Organisation et réalisation du gros œuvre (ORGO)
- Technicien d'études du bâtiment (TB), options :
  - Assistant en architecture (TB2A)
  - Études et économie (TB2E)
- Menuisier aluminium-verre (MAV)
- Technicien constructeur bois (TCB)
- Technicien en installation des systèmes énergétiques et climatiques (TISEC)
- Technicien menuisier agenceur (TMA)

Brevets de technicien supérieur (BTS) :
- Aménagement-finition (AF)
- Bâtiment (BAT)

Autres diplômes :
- Diplôme de technicien des métiers du spectacle (DTMS) option machiniste et constructeur.